# Nils Nessen

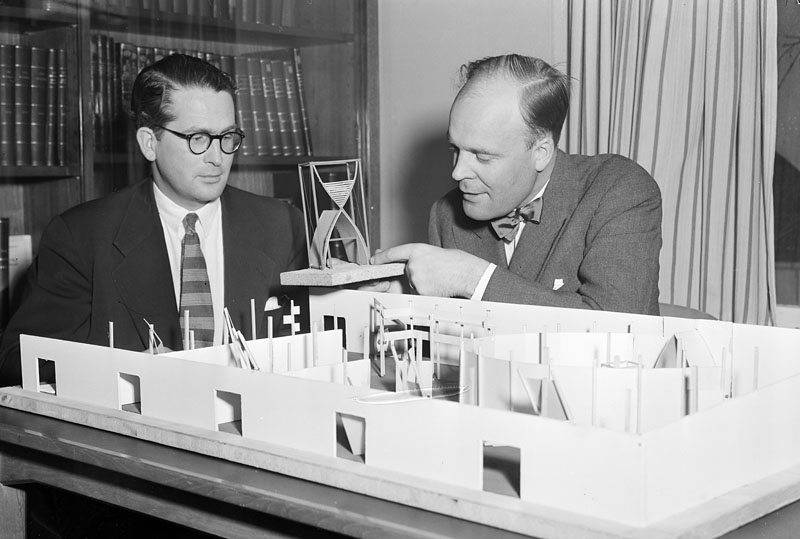
Arkitekt Yngve Steen och ingenjör Nils Nessen studerar en modell av en önskebostad som ska visas upp på Nordiska Byggnadsdagen 1950.

Nils Sigvard Nessen, tidigare Nilsson, född 14 december 1907 i Maria Magdalena församling i Stockholm, död 30 december 1998 i Boca Raton i USA, var en svensk byggnadsingenjör och byggmästare. Han var aktiv i Stockholm med det egna företaget Byggnadsfirman Nils Nessen AB under ett halvt sekel från början av 1930-talet till början av 1980-talet.   

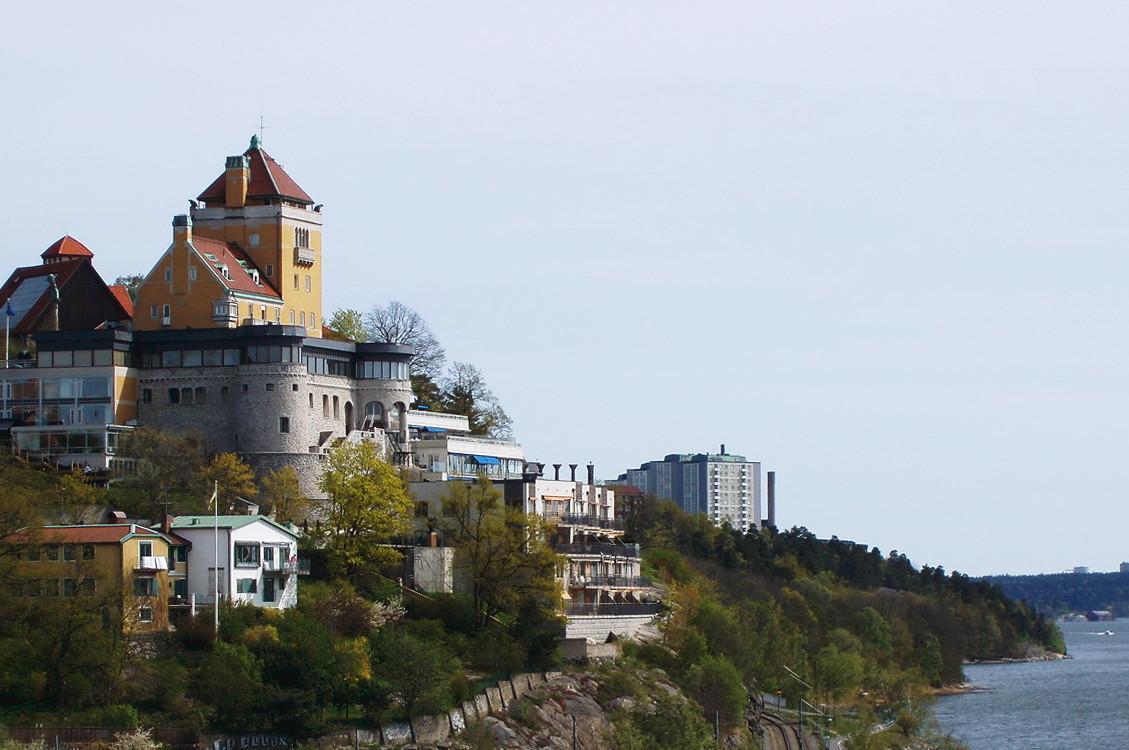
Nils Nessen köpte Foresta 1954 av Anders Sandrew och drev hotellverksamhet till 1978 då Nessen sålde fastigheten till TCO.

Nils Nessen bedrev en stor produktion som omfattade bostadshus, kommersiella fastigheter, bankkontor, skolor, sjukhus, kyrkor och villor i Stockholm. Bland kända verk återfinns amerikanska ambassaden i Stockholm, Storbritanniens ambassad i Stockholm, Olaus Petri kyrka på Gärdet, varuhuset NK:s tillbyggnad på Regeringsgatan och Sveriges Riksbanks huvudkontor.   

## Verksamhet

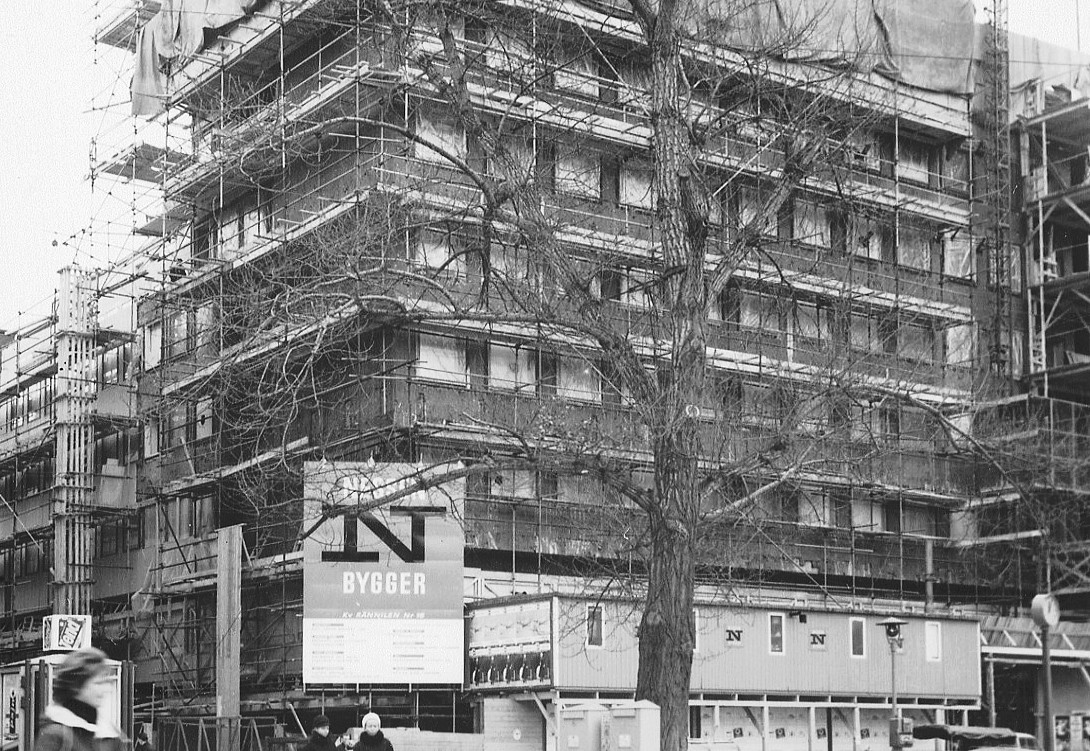
Nessens byggskylt 1964 vid bygget av Rännilen 19 vid Norrmalmstorg.

Innan han startade egen verksamhet 1932 var Nils Nessen anställd hos byggmästaren Axel Adling. Han arbetade även för byggmästaren Axel Olsson vid uppförandet av Stockholms konserthus. 
Nils Nessen gjorde sig ett namn som intresserad av utveckling. För att medverka i moderniseringen av boendet i flerfamiljshus byggde han Kollektivhuset Gärdesgården på Erik Dahlbergsgatan 41–43 där han även ägde och drev Restaurang Grenadjären.    
Mellan 1954 och 1978 ägde han Hotell Foresta på Lidingö.    
Nessen var ordförande i Stockholms byggnadsförening 1946–50 och utsågs till hedersledamot 1973. Han var även ordförande i Byggtjänst AB 1945-75, ledamot i 1947 års byggnadsutredning, ordförande i Nordisk Byggdag 1945-75 och sakkunnig i Kungliga Kammarrätten 1960-80.
Privat ägde Nils Nessen herrgården och det tidigare säteriet Ronöholm i Norrtälje kommun. Han köpte egendomen år 1942 och genomförde en varsam renovering och restaurering.

## Utmärkelser
- Kommendör av Vasaorden (KVO) år 1955[9].

- Pro Patrias guldmedalj år 1976 för medborgerlig förtjänst för mer än 30 års arbete i styrelsen för systrarna Elfvings stiftelse, se Elvinggården[10]

## Fastigheter i urval där Nils Nessen var byggmästare
- Internationalen 1. Bostadshus på Värtavägen 35-37, Östermalm. Arkitekt Albin Stark 1935[11]
- Höken 24. Fastigheten med biograf Victoria på Götgatan 67 / Åsögatan 110-112 på Södermalm. Arkitekt Ernst Grönwall 1936–37[12]
- Jordgubben 17. Bostadshus på Polhemsgatan 36, Kungsholmen. Arkitekt Ernst Grönwall 1936–38[13]
- Verkstadsklubben 39. Funkishus på Askrikegatan 13 på Gärdet. Arkitekt Ernst Grönwall 1937[14]
- Verkstadsklubben 41. Funkishus på Askrikegatan 9 på Gärdet. Arkitekt Sture Frölén 1937[15]
- Verkstadsklubben 42. Funkishus på Askrikegatan  7 på Gärdet. Arkitekt Sture Frölén 1937[16]
- Hemmet 11. Bostadshus med restaurang på Drottningholmsvägen 31, Fridhemsplan. Arkitekt Ernst Grönwall 1938–39[17]
- Hemmet 7. Bostadshus med biograf Draken på Fridhemsplan 25–29 och Sysslomansgatan 4–6. Arkitekt Ernst Grönwall 1938–39[18]
- Havssvalget 15. Bostadshus med hotell på Storgatan 6, Östermalm. Arkitekt Ernst Grönwall 1938–39[19]
- Kurland 12 i korsningen Drottninggatan 106/Tegnérgatan 41 där restaurang Rolfs Kök ligger. Arkitekt Ernst Grönwall[20] 1938–1942
- Maria Magdalena församlingslokaler. Ragvaldsgatan 10 / Sankt Paulsgatan 8. Församlingshem och bostäder. Arkitekt Artur von Schmalensee och Adrian Petersson. 1940[21]
- Kollektivhuset Gärdesgården, Erik Dahlbergsgatan 41–43. Servisen 8. Arkitekt Olle Zetterberg och Mauritz Dahlberg 1940-41[22][23]
- Skjutsgossen 8. Gunnar Collijn konfektionsfabrik, Krukmakargatan 21 på Södermalm. Arkitekt Nils G:son Friberg 1942–1944[24]
- Signalisten 1 och Signalisten 2. Bostadshus på Rålambsvägen 29 och Svedbergsplan 4, Marieberg. Arkitekt Olle Zetterberg. 1943[25][26]
- Arabesken 1. Bostadshus, Johanneshov, vid Gullmarsplan. Arkitekt Olle Zetterberg. 1944[27]
- Gärdets Folkskola. Banérgatan 56 / Valhallavägen. Arkitekt Paul Hedqvist. 1944-1945[28]
- Harpan 26. Det vita funkishuset på Karlaplan 4 där Maximteatern ligger. Arkitekt Ernst Grönwall 1945–50[29]
- Steningen 2. K-märkt åttavåningshus, Steningevägen 3, Årsta / Gullmarsplan. Alla lägenheterna är hörnvåningar med burspråk i samtliga rum. Arkitekt Sven Hesselgren och Carl-Axel Acking 1946[30]
- Nätet 2. Högre allmänna läroverket för flickor på Södermalm. Arkitekt Nils Ahrbom och Helge Zimdahl. 1946–49.[31]
- Tjället 6. Äldreboendet S:t Göransgården, Sankt Göransgatan 153, Stadshagen. Idag bostäder. Arkitekt Nils Grep 1947[32]
- Guldfisken 31. Kontorshus på Nybrogatan 55 för Svenska Esso AB. Nu Riksrevisionens huvudkontor. Arkitekt Björn Hedvall 1952–56[33]
- Amerikanska ambassaden. Strandvägen 101 i Diplomatstaden i Stockholm tillsammans med Olle Engkvist. Arkitekt Ides van der Gracht och Anders Tengbom 1954[34]
- Rekryten 7-8. Bostadshus på Oxenstiernsgatan 35-37, Östermalm, med arkitekt Sture Frölén 1953 [35]
- Violen 15. Midsommarvägen 10, Nioörtsvägen 44, Hägersten. Arkitekt Hack Kampmann 1955-58[36]
- Olaus Petri kyrka på Armfeltsgatan 2 på Gärdet. Arkitekt Peter Celsing 1957–59[37] [38]
- Essinge kyrka på Stora Essingen. Arkitekt Cyrillus Johansson. 1957-59[39]
- Schönborg 6 i hörnet av Götgatan / St. Paulsgatan. Arkitekt Hack Kampmann 1959–1962. Uppfördes av Nessen på uppdrag av Hufvudstaden[40].
- Björken 21. Bostadshus Floragatan 10–10B och Östermalmsgatan 47. Arkitekt Anders Tengbom 1961–65[41]
- Hästen 19. Varuhuset NK:s tillbyggnad Hamngatan 18-20, Mellangatan 13-17, Regeringsgatan 36-38, Sergelgången 2. Arkitekt Hans Asplund.[42]
- Storbritanniens ambassad för H B M Ministry of Public Building and Works på Skarpögatan 6, Stockholm. Arkitekt William S. Bryant. 1966[43]
- Humlegårdsmästaren 6 (Sturegatan 38 / Karlavägen) bostadshus med Handelsbankens kontor. Arkitekt Anders Tengbom[44] 1964–67
- Sparbankernas hus med adressen Drottninggatan 27–29, Klara östra kyrkogata 6 och Vattugatan 6. Boijsen & Efvergren Arkitektkontor 1967[45]
- Plommonträdet 5. Äldreboende för Sällskapet Stockholms Stadsmission, Valborgsmässovägen 20, Hägersten. Idag Brf. Nils Tesch arkitektkontor. 1967-1972.[46]
- Riksbankshuset, Brunkebergstorg 11 / Malmskillnadsgatan 7. Arkitekt Peter Celsing 1969–73
- Kvarteret Värmland 16-20, Lidingö, som består av fem friliggande tegelvillor i en sluttning ner mot Lilla Värtan. Forsman Snellman Arkitekter AB. 1977-1979[47]

## Samarbetet med Anders Sandrew

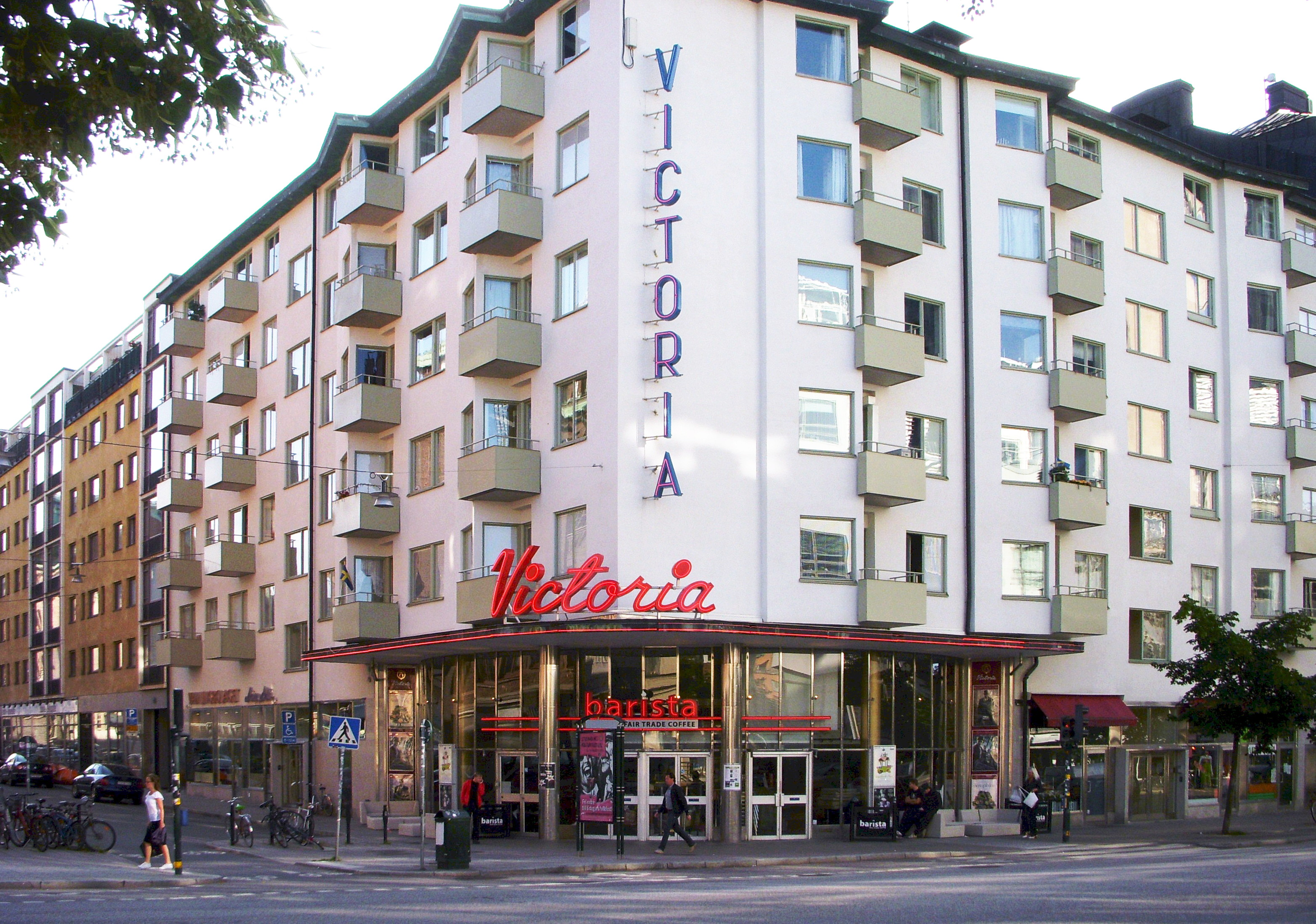
Höken 24. Fastigheten med biograf Victoria på Götgatan 67 i Stockholm. Arkitekt Ernst Grönwall 1936–37.

I biografin Pappa Sandrew (1964), skriver författaren och direktören i Sandrewstiftelsen Eric Wennerholm att Nils Nessen och Anders Sandrew blev goda vänner under genombrottsåren i Stockholm. En vänskap som innebar att Nils Nessen var byggmästare för ett antal av Sandrews biografer, däribland biograf Victoria som invigdes i september 1936.   
År 1954 köpte Nils Nessen Foresta intill Millesgården på Lidingö av Anders Sandrew för att driva hotell. Den ursprungliga borgliknande villan bevarades och hotellet som invigdes 1957 delades upp på flera byggnader ritade av arkitekt Hack Kampman som för inredningen samarbetade med amerikanskan Susanne Wasson-Tucker och formgivaren och chefen för NK:s textilkammare Astrid Sampe. Hela anläggningen inramades av en park, där det bland annat fanns en större terrasservering. Nessen drev Foresta till 1978 för att sedan sälja fastigheten till TCO.

## Protesterna vid köpet av Daneliuska huset
År 1964 köpte Byggnadsfirman Nils Nessen AB Daneliuska huset på Stureplan av dödsboet efter Ebba Danelius. Byggnadsfirman begärde rivningstillstånd. Arkitekt Peter Celsing arbetade med ritningar för kvarteret. Per Lindeberg skrev en protestskrivelse till stadsfullmäktige, som undertecknades av ett tjugotal framstående kulturpersonligheter. Bland annat Per Anders Fogelström, Kar De Mumma, Per Wästberg, Bo Bergman och Barbro Alving. Rivningsplanerna drogs tillbaka.                

## Bilder på byggnader i Stockholm där Nils Nessen var byggmästare

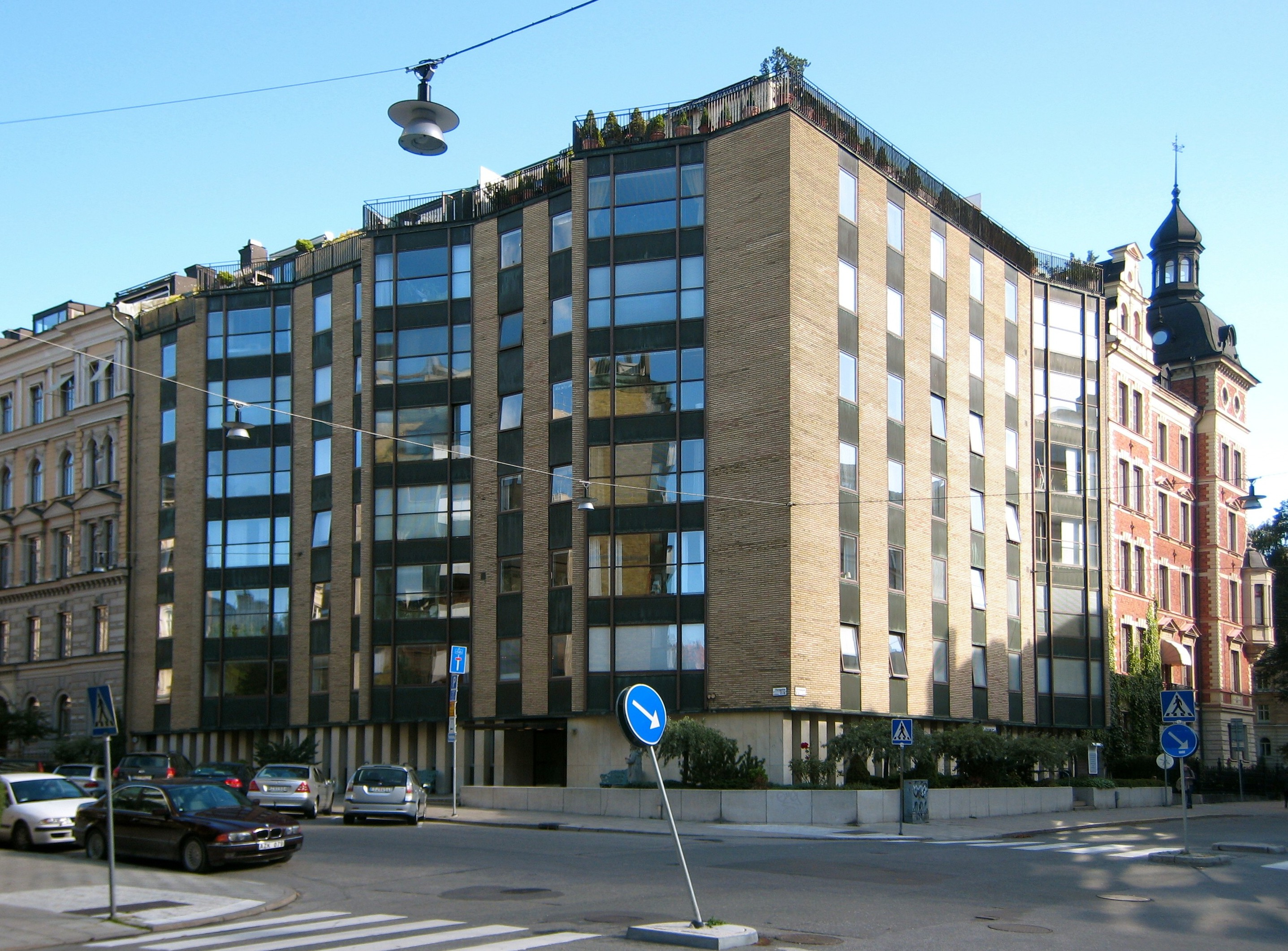
Floragatan 10. Arkitekt: Anders Tengbom 1961–65
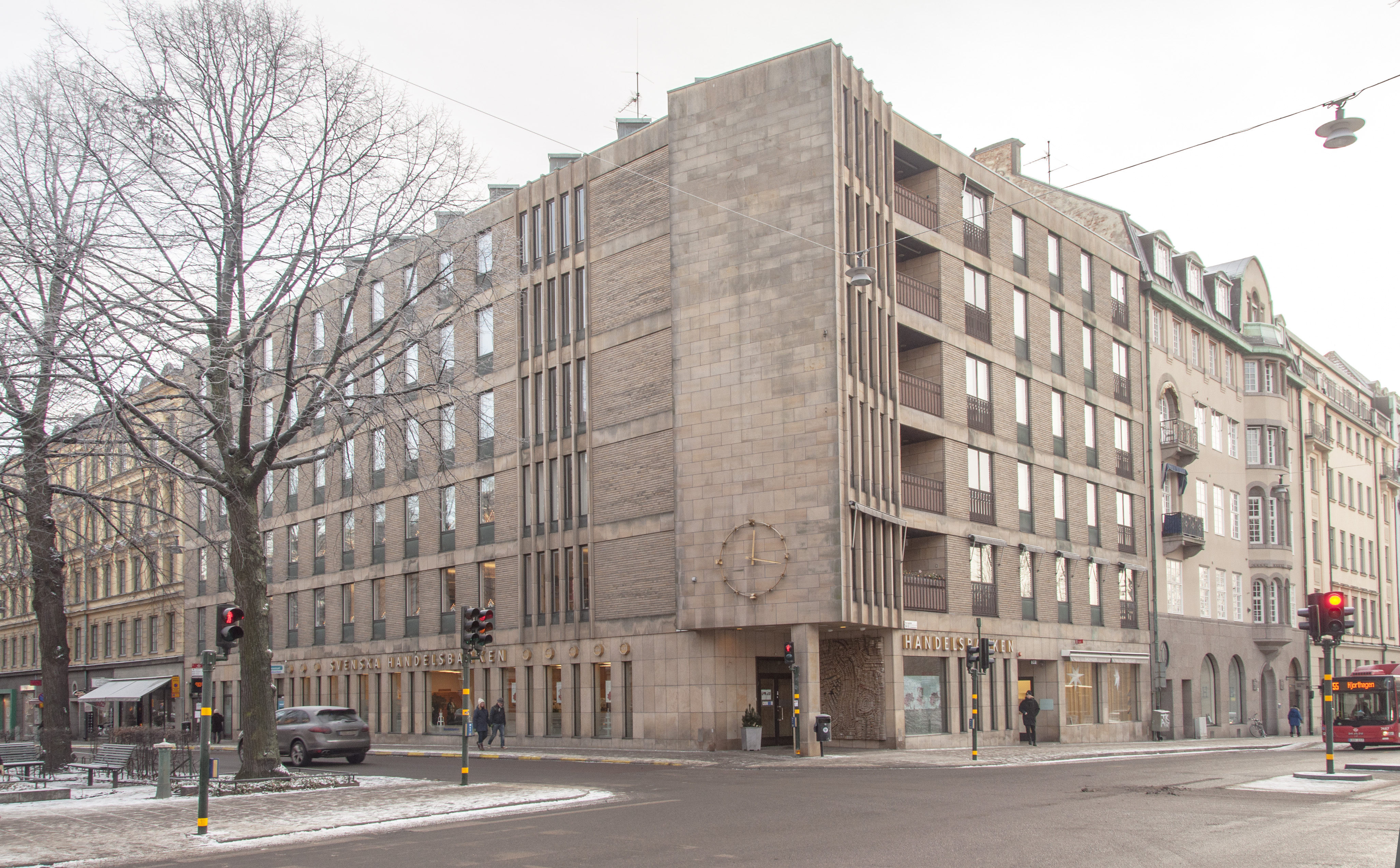
Humlegårdsmästaren 6. Arkitekt: Anders Tengbom 1964–67
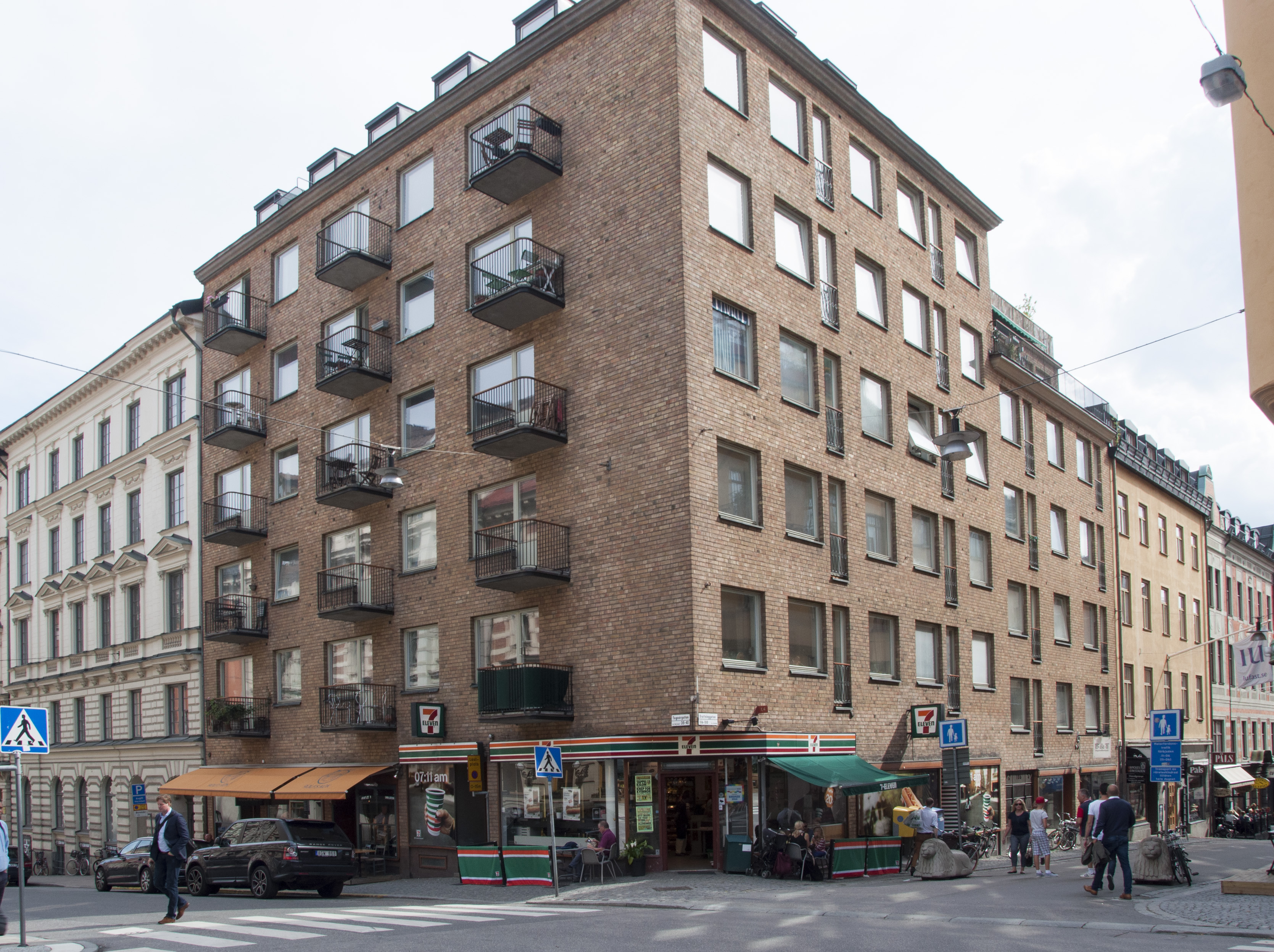
Tegnergatan 41. Arkitekt: Ernst Grönwall 1938–42
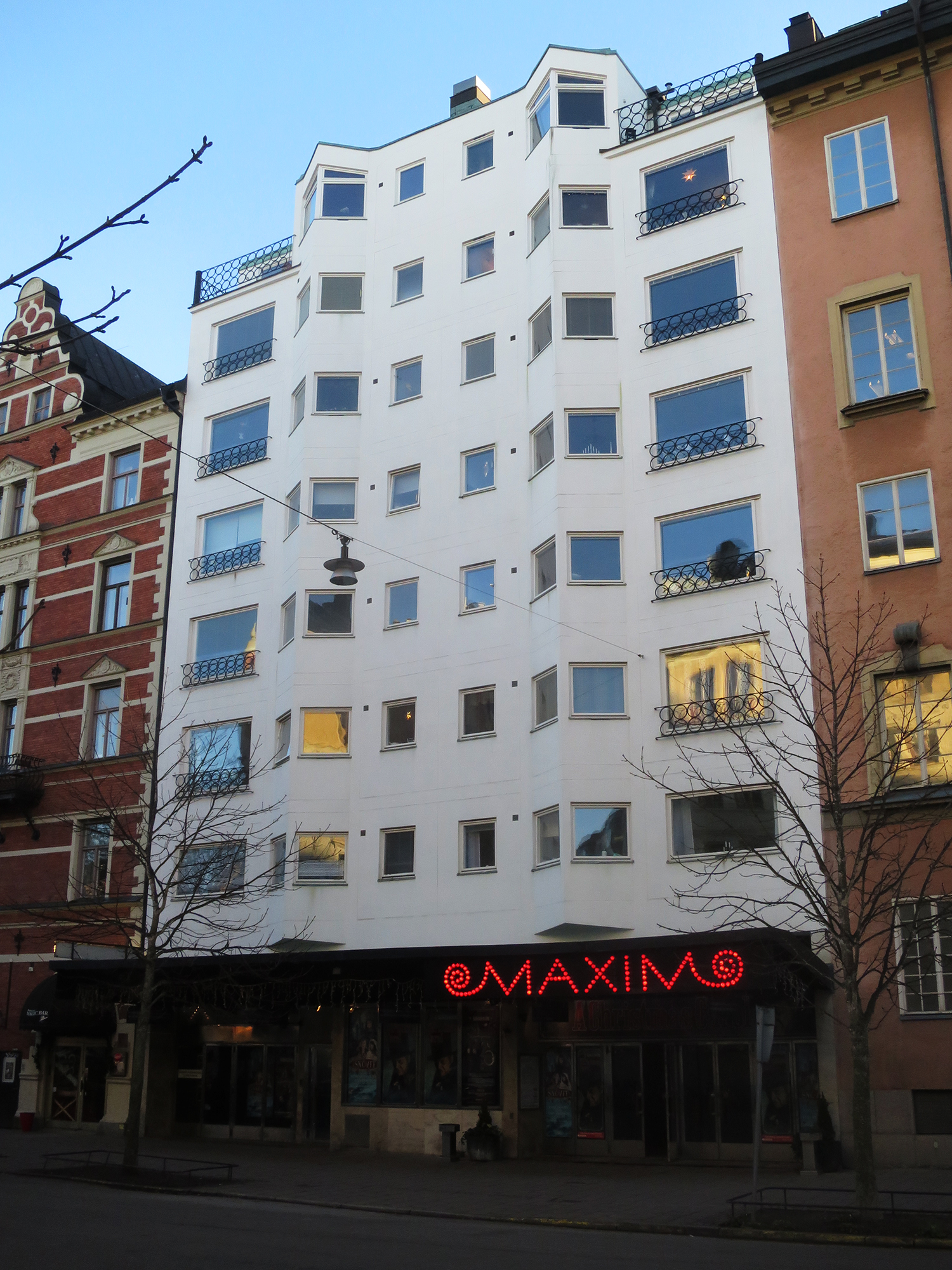
Karlaplan 4 Arkitekt: Ernst Grönwall 1945–46
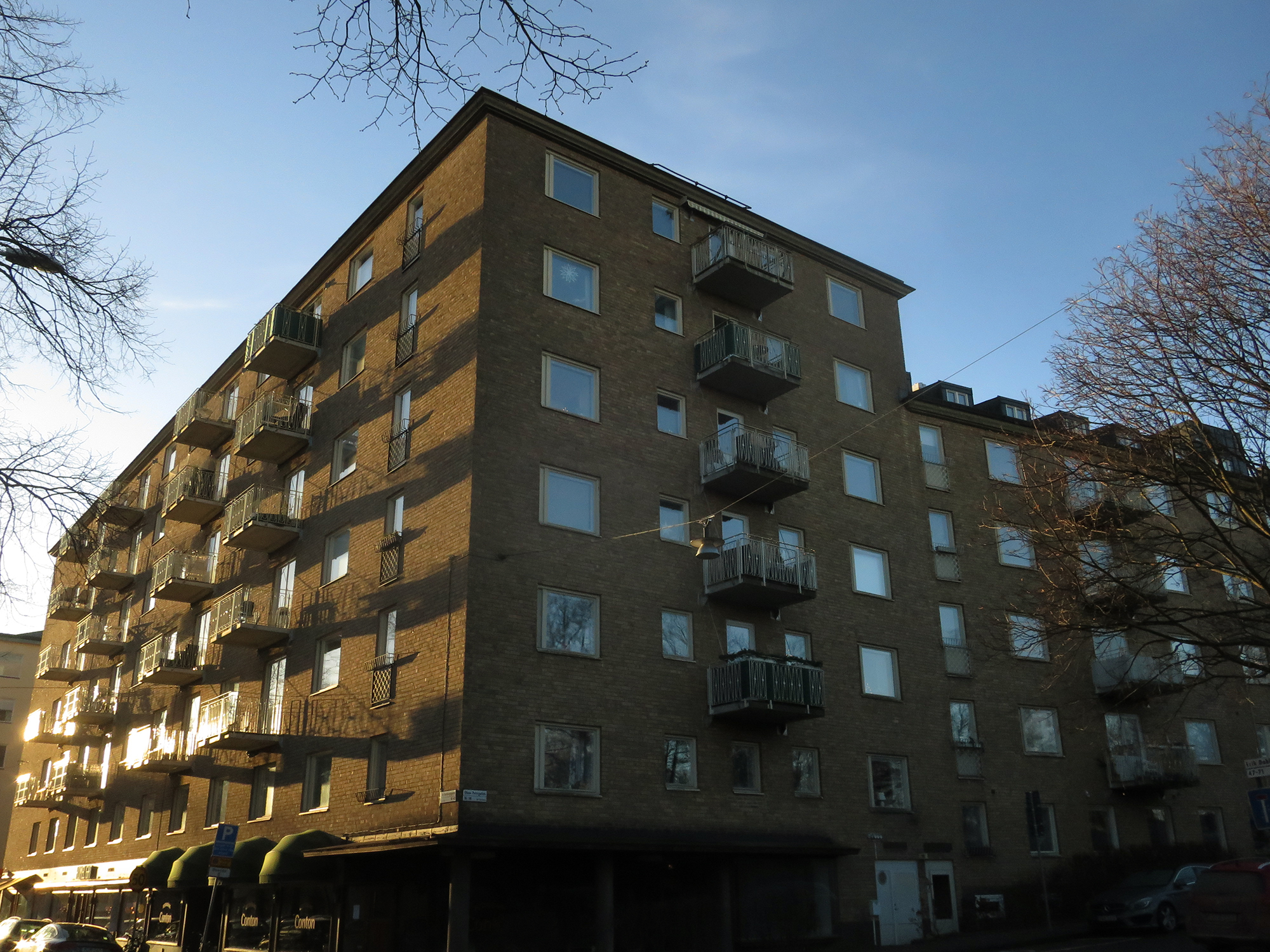
Kollektivhuset Gärdesgården, Erik Dahlbergsgatan 41–43, 1940–41. Arkitekt: Olle Zetterberg
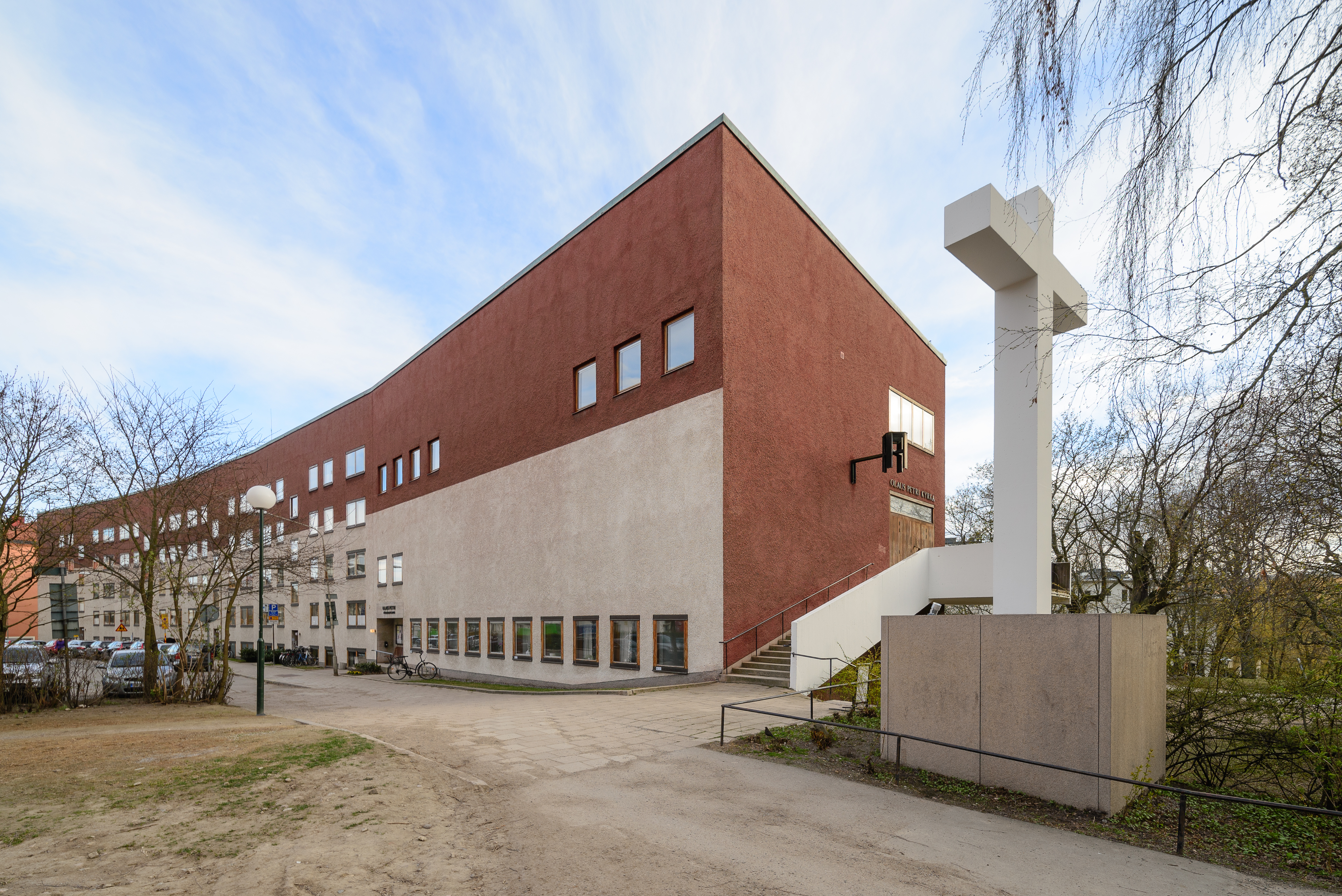
Olaus Petri kyrka på Armfeltsgatan 2. Arkitekt: Peter Celsing 1957–59.
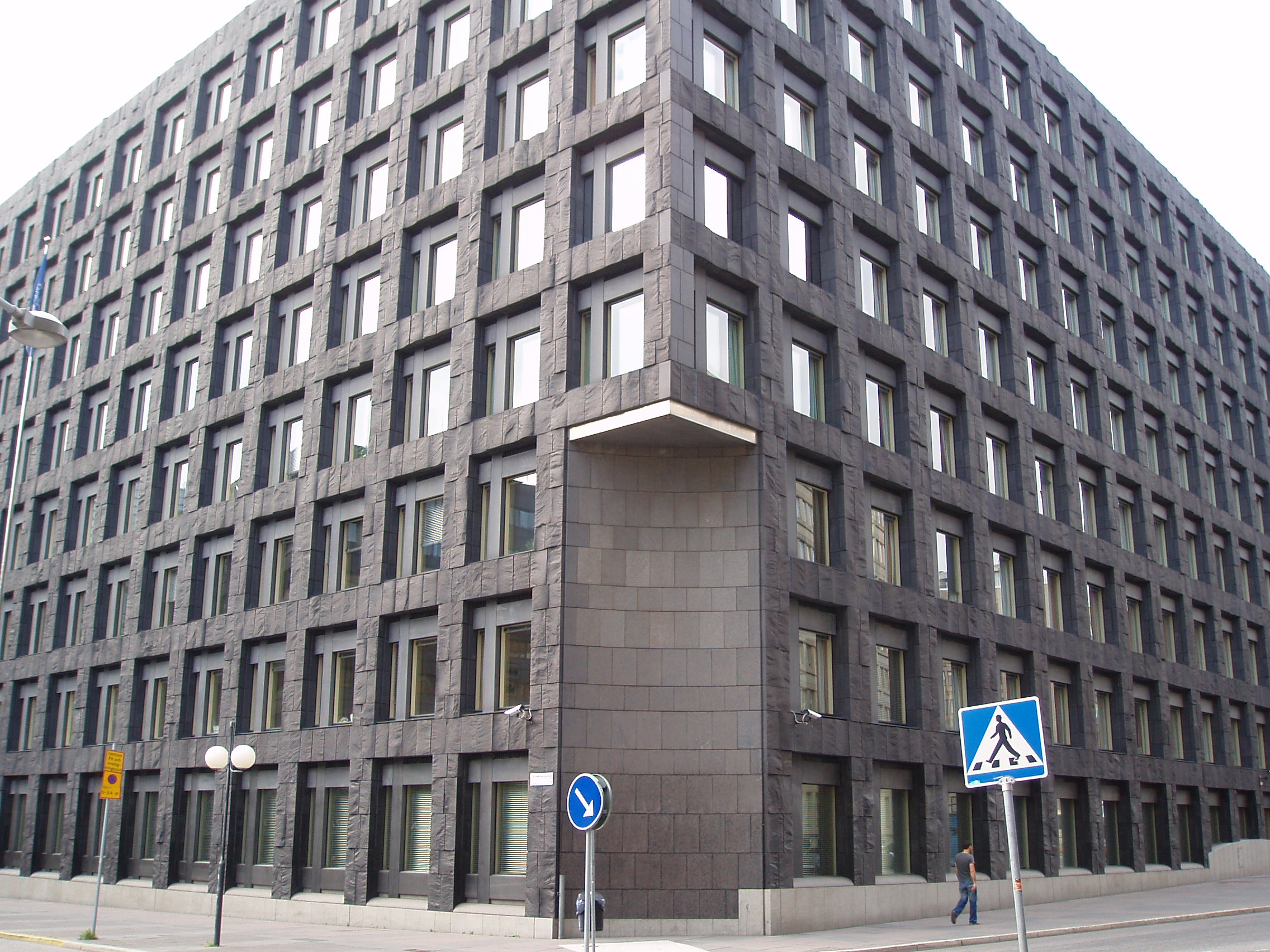
Sveriges Riksbank. Arkitekt Peter Celsing 1969–73
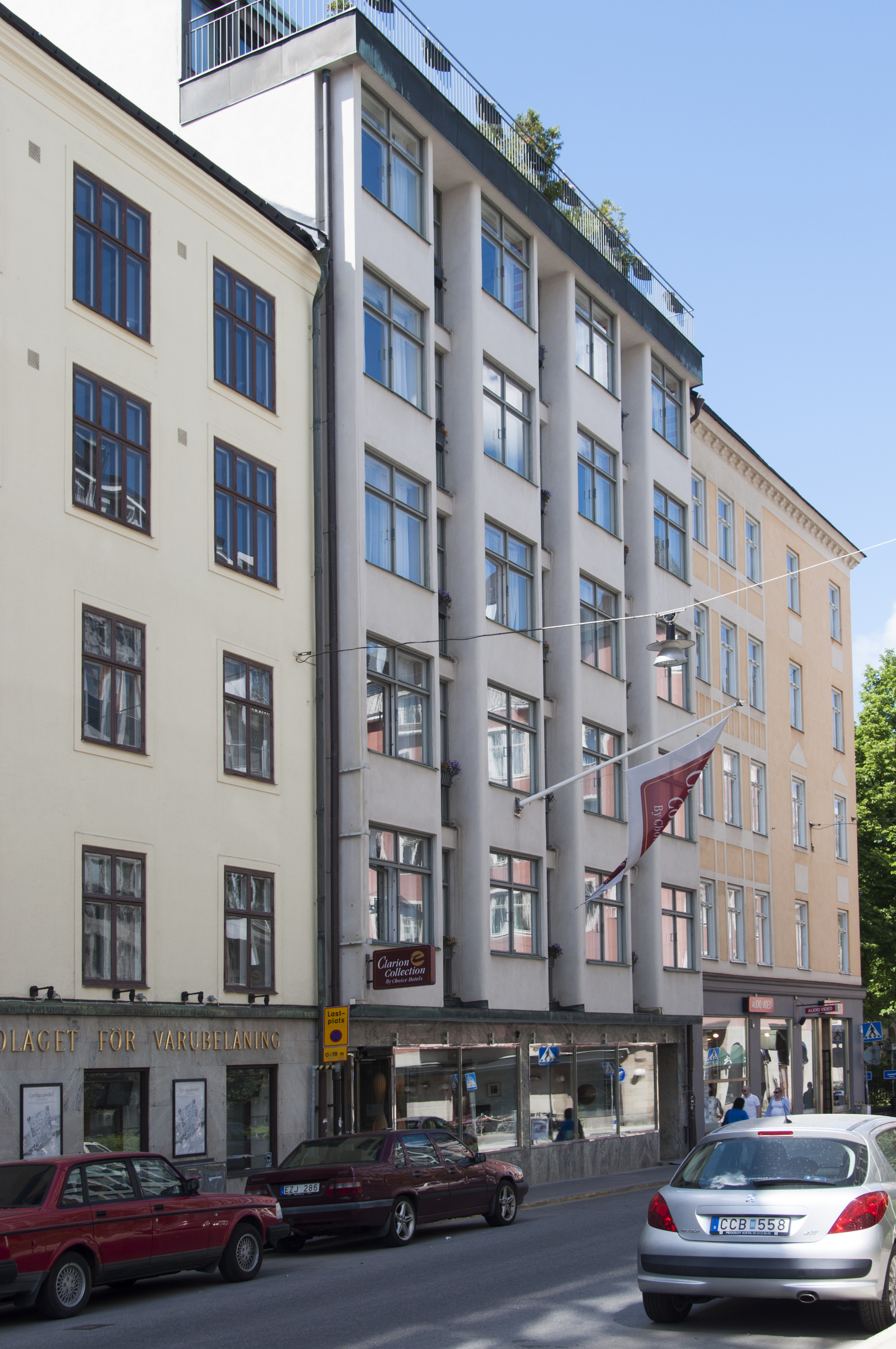
Storgatan 6, 1938–39. Arkitekt: Ernst Grönwall
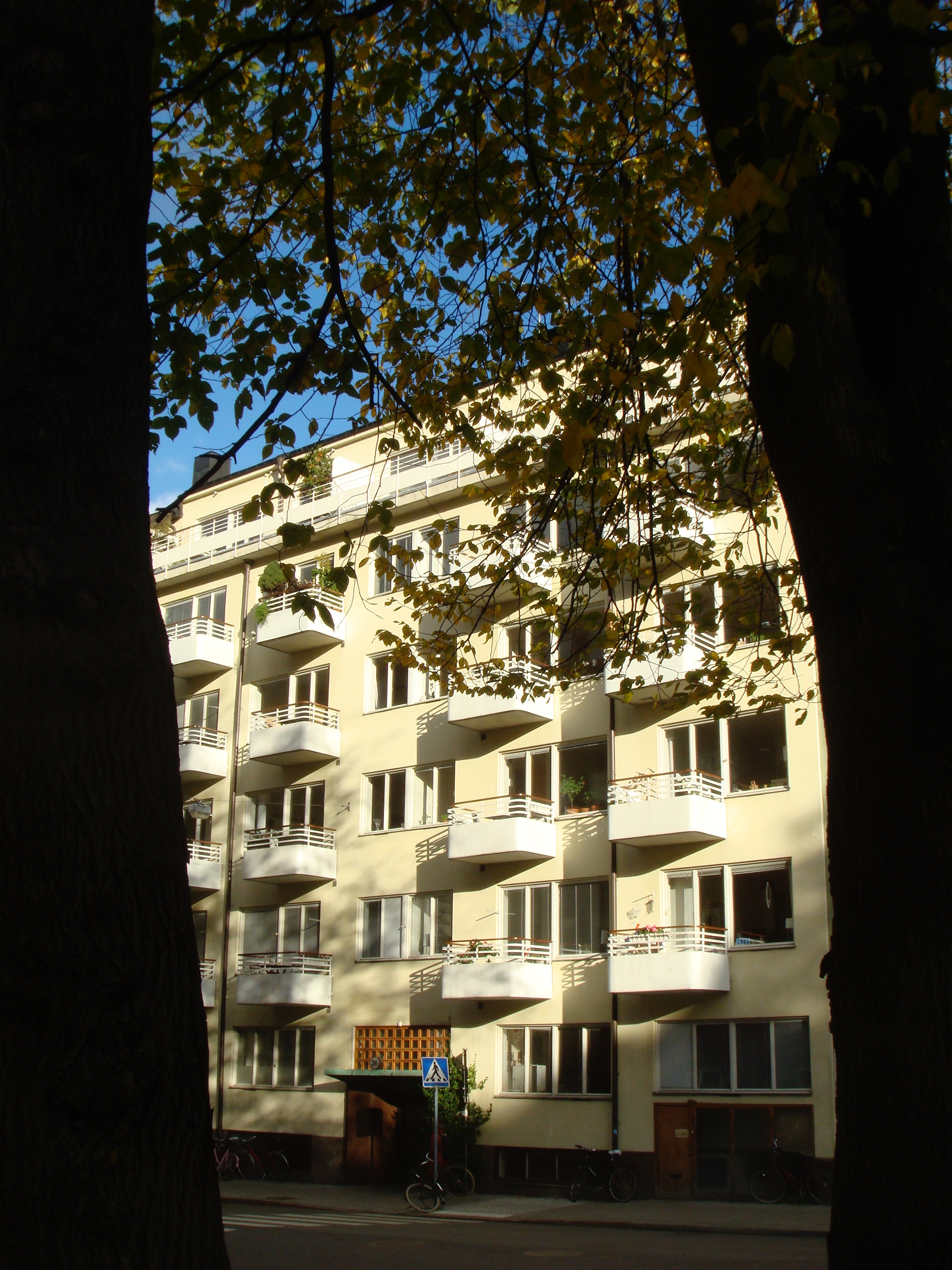
Polhemsgatan 36, Kungsholmen 1936–38 Arkitekt: Ernst Grönwall.
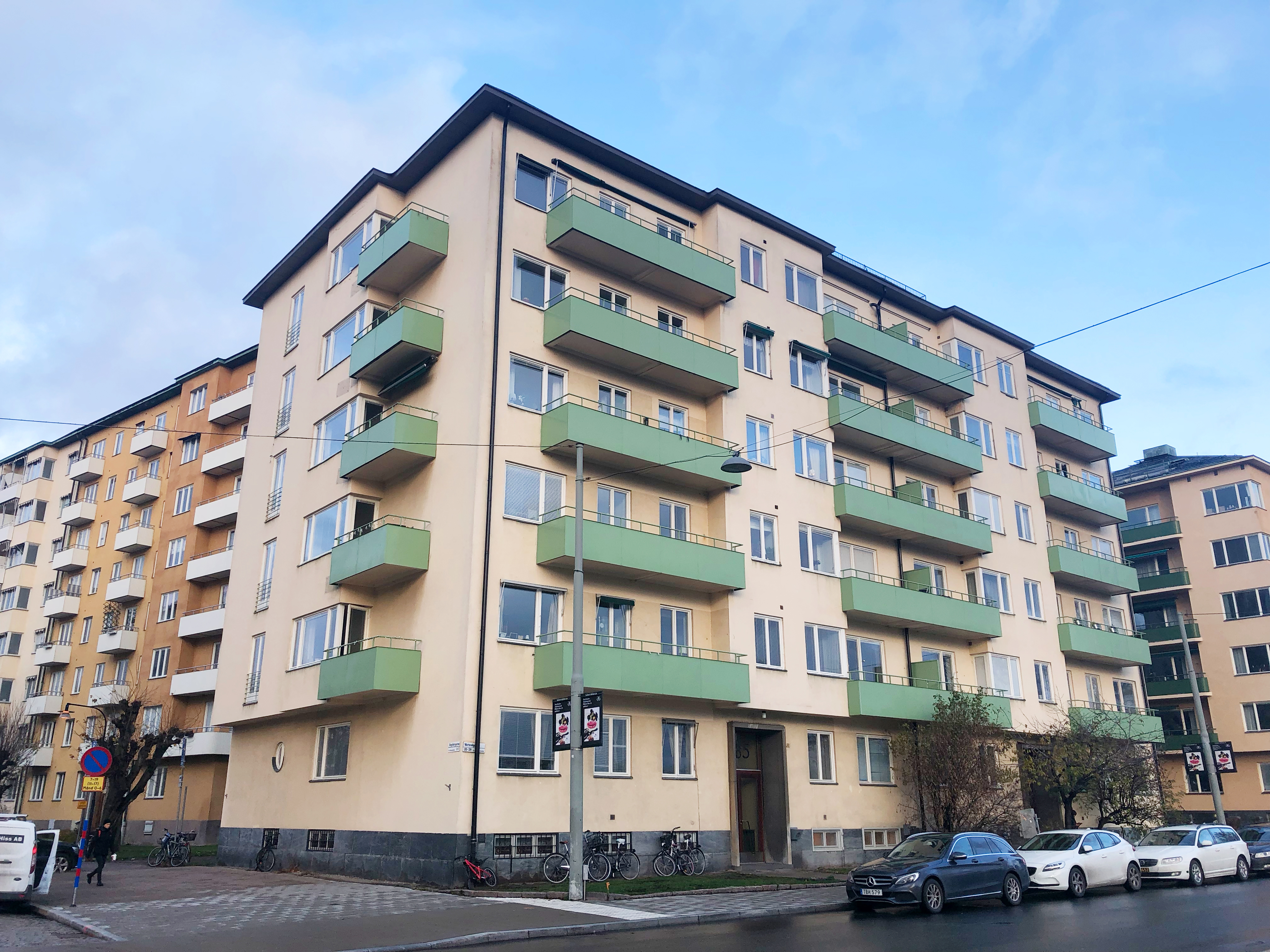
Internationalen 1, Värtavägen 35-37. 1935. Arkitekt: Albin Stark
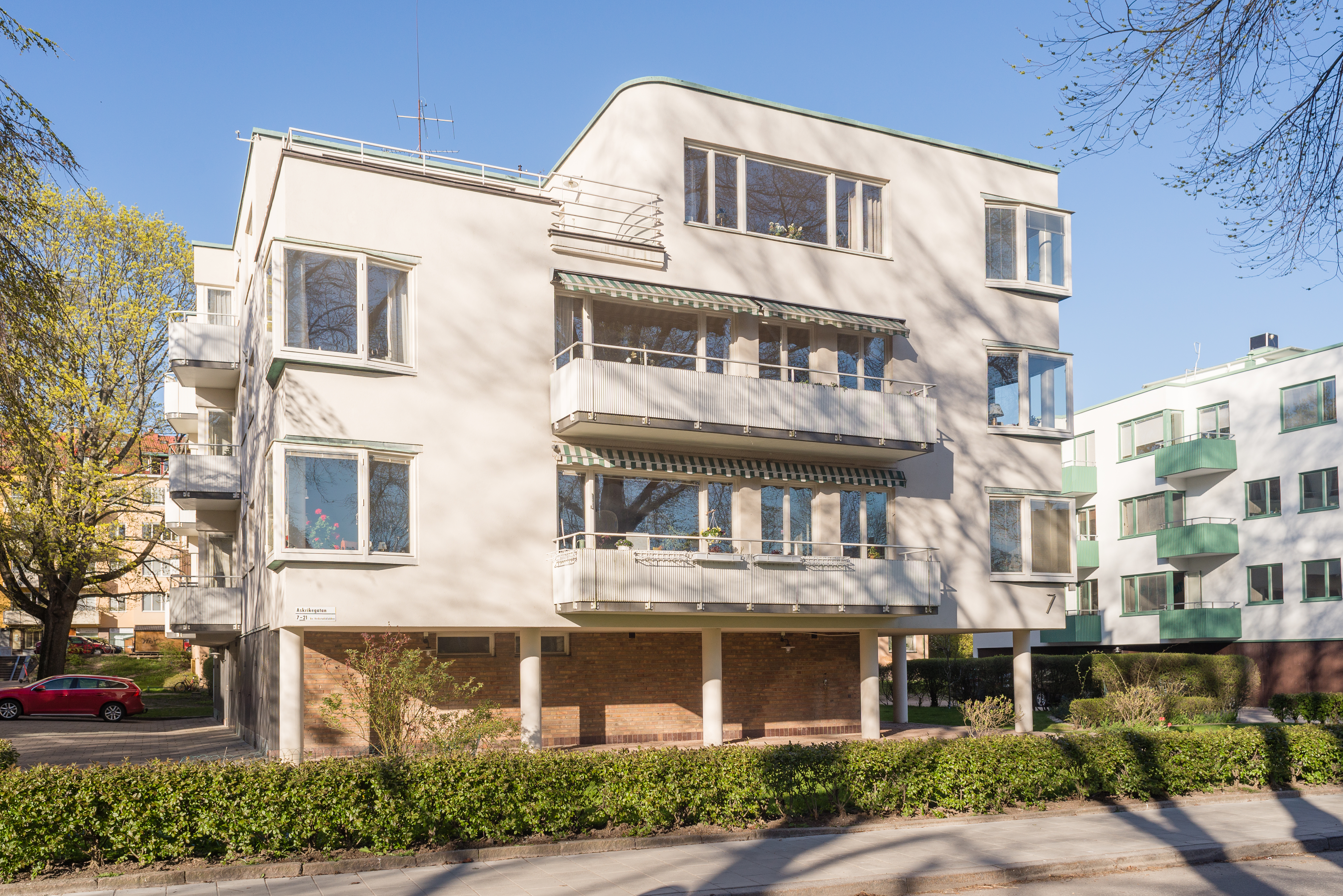
Verkstadsklubben 42. Askrikegatan 7. 1937. Arkitekt: Sture Frölén
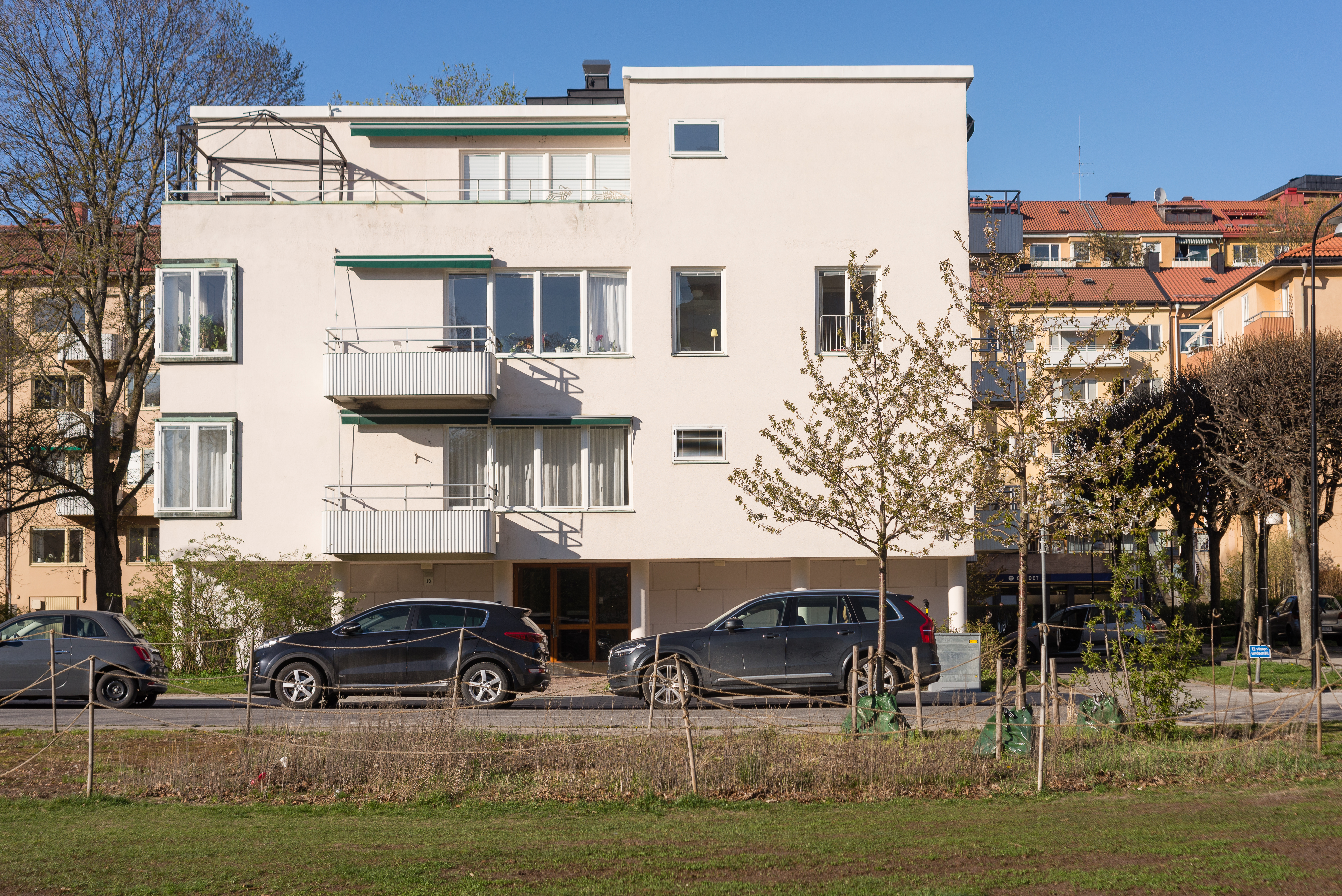
Verkstadsklubben 39. Askrikegatan 13. 1937. Arkitekt: Ernst Grönwall
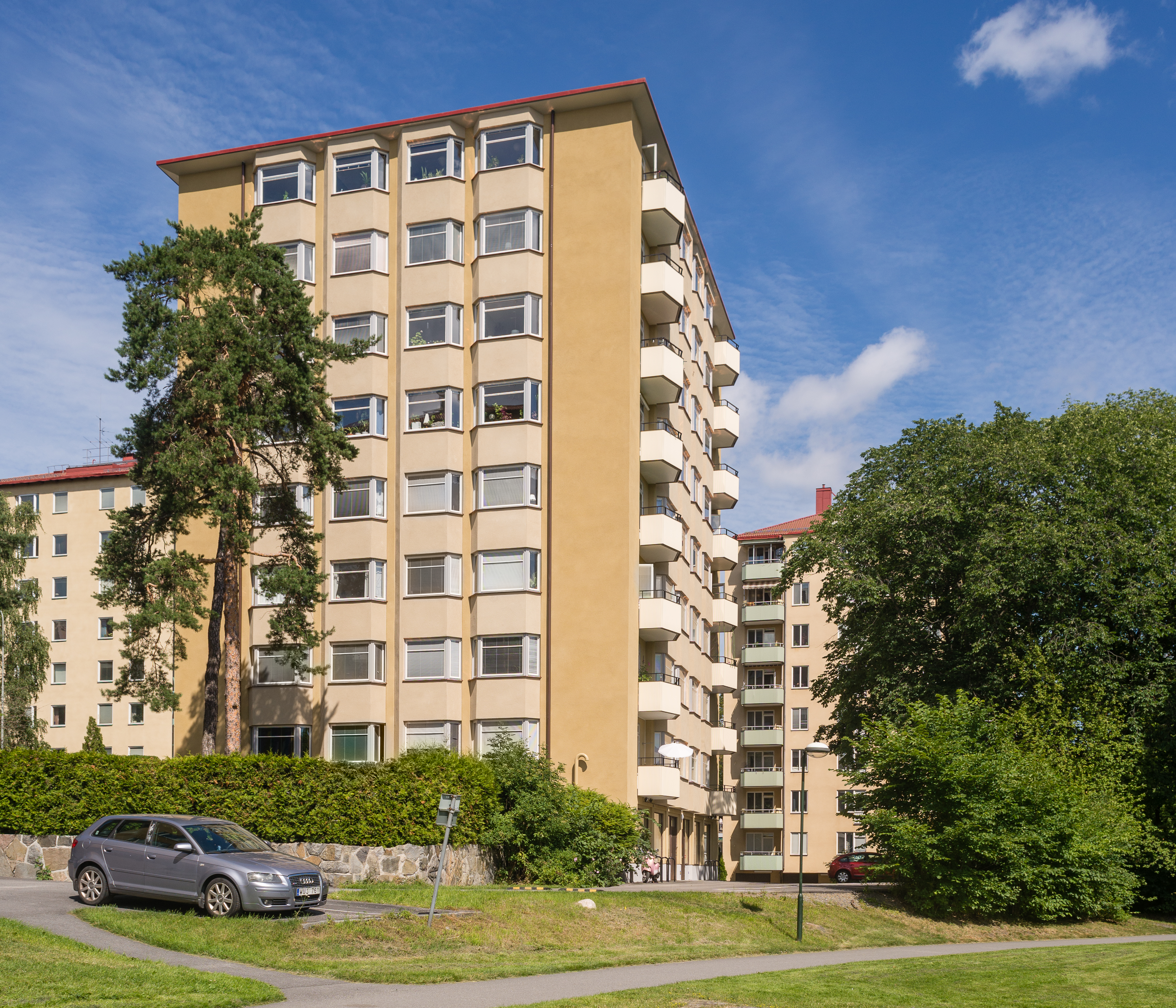
Steningen 2, punkthus i Årsta. Arkitekter Sven Hesselgren och Carl-Axel Acking 1946
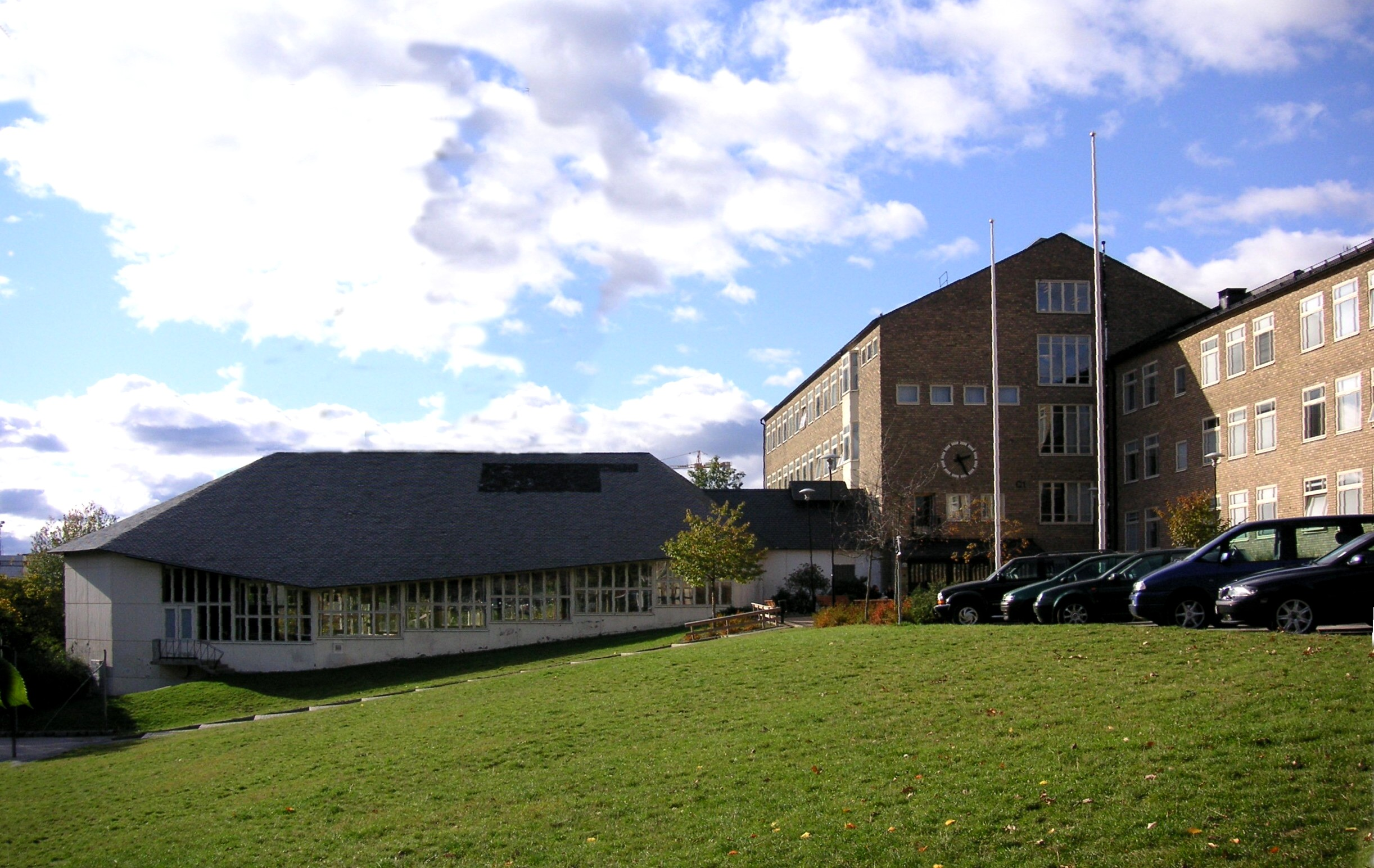
Södermalms högre allmänna läroverk för flickor. Arkitekter Nils Ahrbom och Helge Zimdahl. 1946–49
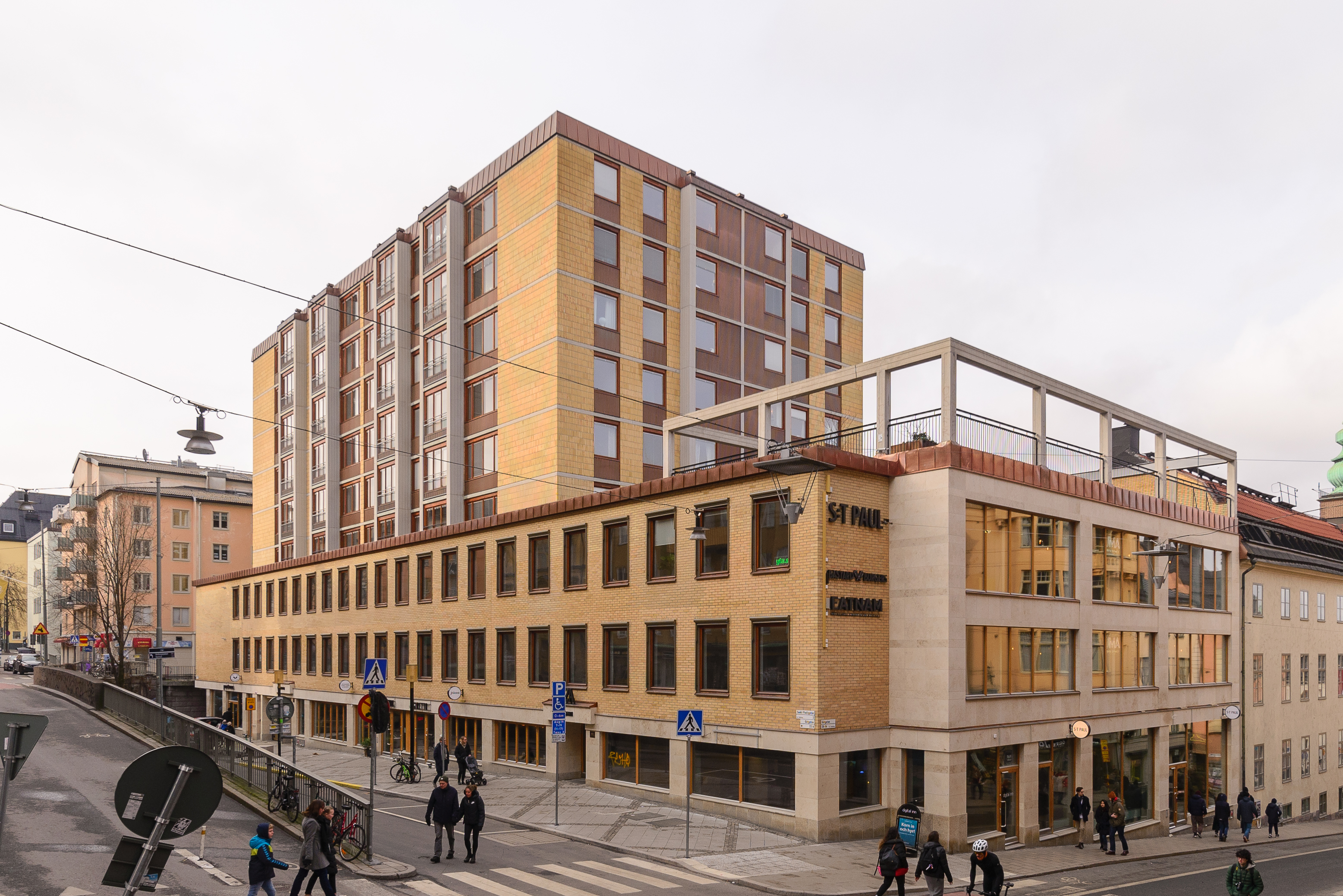
Schönborg 6 i hörnet av Götgatan / St. Paulsgatan. Arkitekt Hack Kampmann 1959–1962